# Comité de sûreté générale
Le Comité de sûreté générale, de son nom complet Comité de sûreté générale et de surveillance, est un comité d'assemblée parlementaire, créé par la Convention nationale dont il dépend. Dans un contexte de guerres civile et extérieure, il est chargé de la sûreté générale, de la surveillance, de la police et des arrestations de l'État révolutionnaire, de 1792 à 1795.
Dirigé pendant une grande partie de son existence par Marc-Guillaume-Alexis Vadier et opposé au Comité de salut public, le Comité de sûreté générale est central lors de la période de la Terreur, et organise en partie les répressions et les exécutions. La responsabilité du Comité de sûreté générale et du Comité de salut public lors de cette période est encore débattue par les historiens, pour voir dans quelle mesure les deux comités rivaux participent à la Terreur.
Le Comité de sûreté générale est responsable d'au moins 8.000 arrestations, mais le chiffre est probablement plus élevé, et se compte peut-être dans les dizaines de milliers. Il est admis que le Comité de sûreté générale exerce une certaine influence sur le Tribunal révolutionnaire, comme le Comité de salut public.

## Origine

### Comités de l'Assemblée constituante (1789-1791)
Le 28 juillet 1789, l'Assemblée constituante crée, à l'initiative d'Adrien Duport, le « Comité des recherches de l'Assemblée nationale », pour soulager ses séances engorgées par l'afflux de dénonciations, requêtes et plaintes à propos de troubles en province et à Paris. Sa mission est de réceptionner la correspondance des suspects de responsabilités dans les désordres.
Le président de l'Assemblée, lit, le 26 avril 1790, la liste des nouveaux membres du comité des recherches, en remplacement des sortants : Poulain de Corbion, l'abbé Joubert, de Pardieu, Le Déan, Voidel, Cochon de l'Apparent, Payen-Boisneuf, Verchère de Reffye, Rousselet, de Macaye, de Sillery, Babey.
Le 21 juin 1791, il y a réunion du comité des recherches et du comité des rapports, cet ensemble prend le nom de « Comités des recherches et des rapports réunis par ordre de l'Assemblée nationale », ou « autorisés par l'Assemblée nationale ». Ses pouvoirs sont augmentés des droits « de décerner des mandats d'arrêt et d'exercer une véritable autorité ». Les présidents des Comités réunis, Charles Voidel, pour celui des recherches, et Charles-Claude Delacour, pour celui des rapports, indiquent, ce même jour dans un courrier au président de l'assemblée, qu'ils ont pris les mesures pour assurer jour et nuit les ordres de l'Assemblée. À partir de ce moment le comité ne se limite plus à de la surveillance mais « exerce sur les ministres de la justice et de l'intérieur une véritable autorité ». Ses relations, avec la Société des Amis de la Constitution, d'épisodiques deviennent quotidiennes, celle-ci lui envoyant des dénonciations.
L'existence de ce double comité s'arrête, après la publication de la nouvelle constitution, par l'arrêté du 29 septembre 1791.

### Comité de l'Assemblée nationale législative (1791-1792)
Au début de sa session l'Assemblée nationale législative n'a pas de Comité semblable à celui des recherches, c'est un Comité de législation qui lui présente des rapports. Ce sont les députés membres de la gauche qui n'ayant pas confiance dans le roi et ses ministres la pousse à créer un Comité équivalent à celui de la Constituante. C'est ainsi qu'est créé, le 25 novembre 1791, le Comité de Surveillance, qui comporte douze membres renouvelés par moitié tous les trois mois. Lors de cette séance, l'Assemblée adopte une motion signifiant qu'il doit être immédiatement procédé à l'élection de ses membres, sont élus : « Grangeneuve, Isnard, Merlin (de Thionville) Basire, Fauchet, Goupilleau, Lacretelle, Chabot, Quinette, Le Cointre (de Versailles), Jagot, Chaufton, et comme suppléants, Daverhoult, Montaut, Autonelle, Bernard (de Saintes), Rühl et Thuriot ». Ils sont répartis à parts égales entre brissotins (appelés plus tard girondins) et montagnards.
Dans un premier temps son activité se limite à recevoir, de l'Assemblée, des demandes d'informations concernant un « crime de lèse-nation », d'enquêter et de renvoyer un rapport sur les auteurs à cette même Assemblée. Le Comité étant surchargé par les demandes, l'Assemblée décrète, le 3 août 1792, que les suppléants deviennent « adjoints avec voix délibératives ». Le 10 août, ses pouvoirs sont étendus, le Comité est autorisé « à prendre les précautions, à donner les ordres que les circonstances lui paraîtront exiger, et même à faire arrêter les personnes dont il croira qu'il importe à la patrie d'examiner la conduite ». Puis, le 12 août elle l'autorise à prendre six membres supplémentaires de son choix, et le 15 août à remplacer les membres absents aux séances.
Cette augmentation de ses pouvoirs impose au Comité de recruter du personnel pour l'exécution des tâches qui lui incombent. Ces exécutants concernent notamment des postes fixes de secrétaires où de commis, des postes d'intermittent concernant des agents extérieurs et des postes occasionnels à l'occasion d'une seule action.

## Comité de la Convention nationale

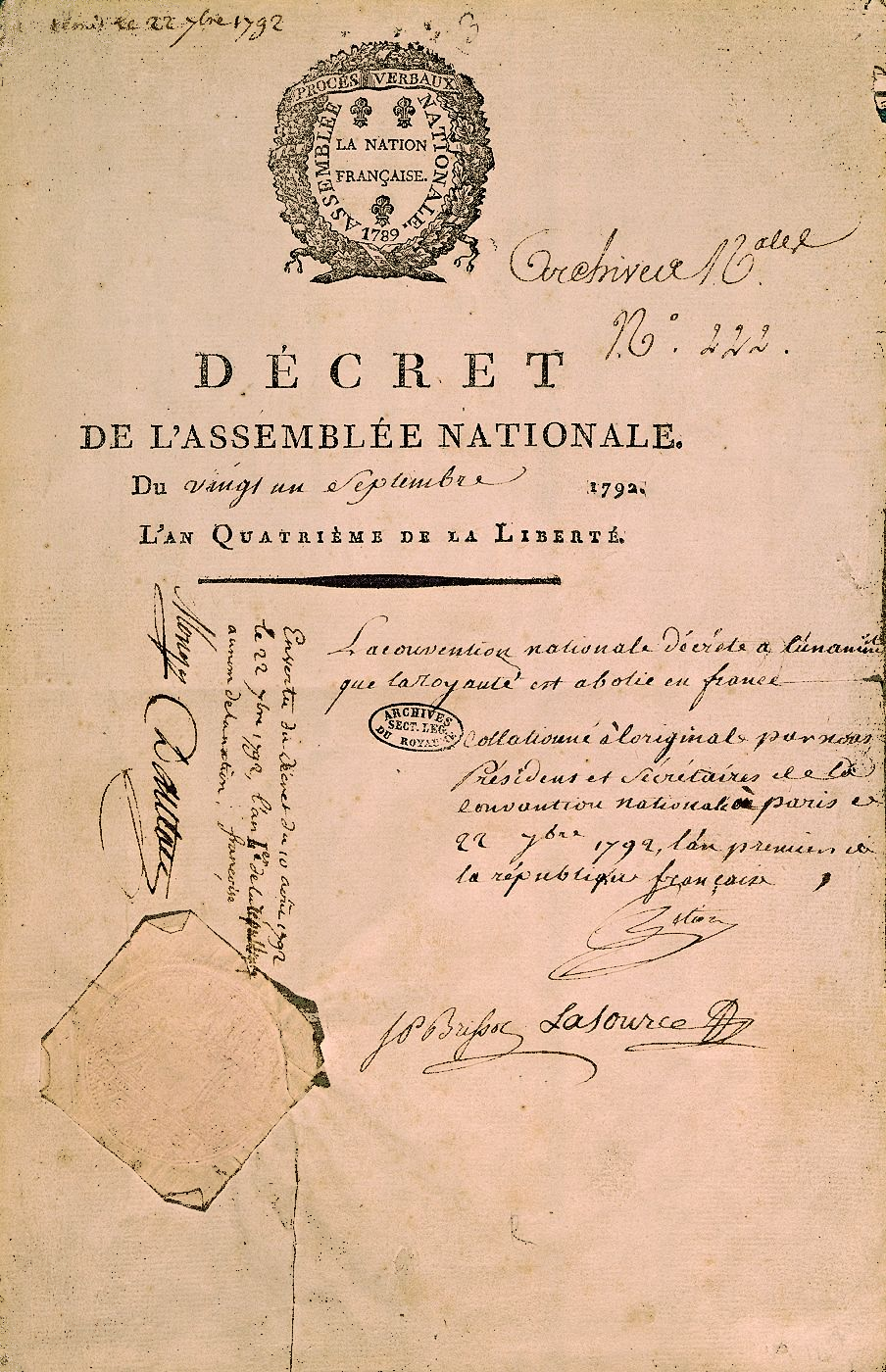
Décret d'abolition de la royauté, 21 septembre 1792.

### Prolongation du Comité de surveillance
Après son installation, la Convention nationale prolonge provisoirement par le décret du 21 septembre 1792 le Comité de surveillance existant sous l'ancienne législature. Les anciens membres, ayant retrouvé un mandat au cours de cette nouvelle législature, sont nommés membres de ce comité par la Convention nationale, qui leur demande de reprendre leur travail. Ces membres sont : « Bernard, Goupilleau, Grangeneuve, Basire, Chabot, Merlin, Montaut, Fauchet, Ruamps, Thuriot, Vardon, Robin, Rovère, Musset, Delaunay (attaché à la Commission des vingt-et-Un), Bordas, Niou (attaché au Comité de la marine), Leyris, Ingrand, Michaud, Ducos (attaché à la Commission de correspondance), Jay et Laguire ». Le Comité reste dans ses locaux qui sont situés au premier étage d'un bâtiment de l'ancien couvent des Feuillants.

### Création du Comité de sûreté générale et de surveillance

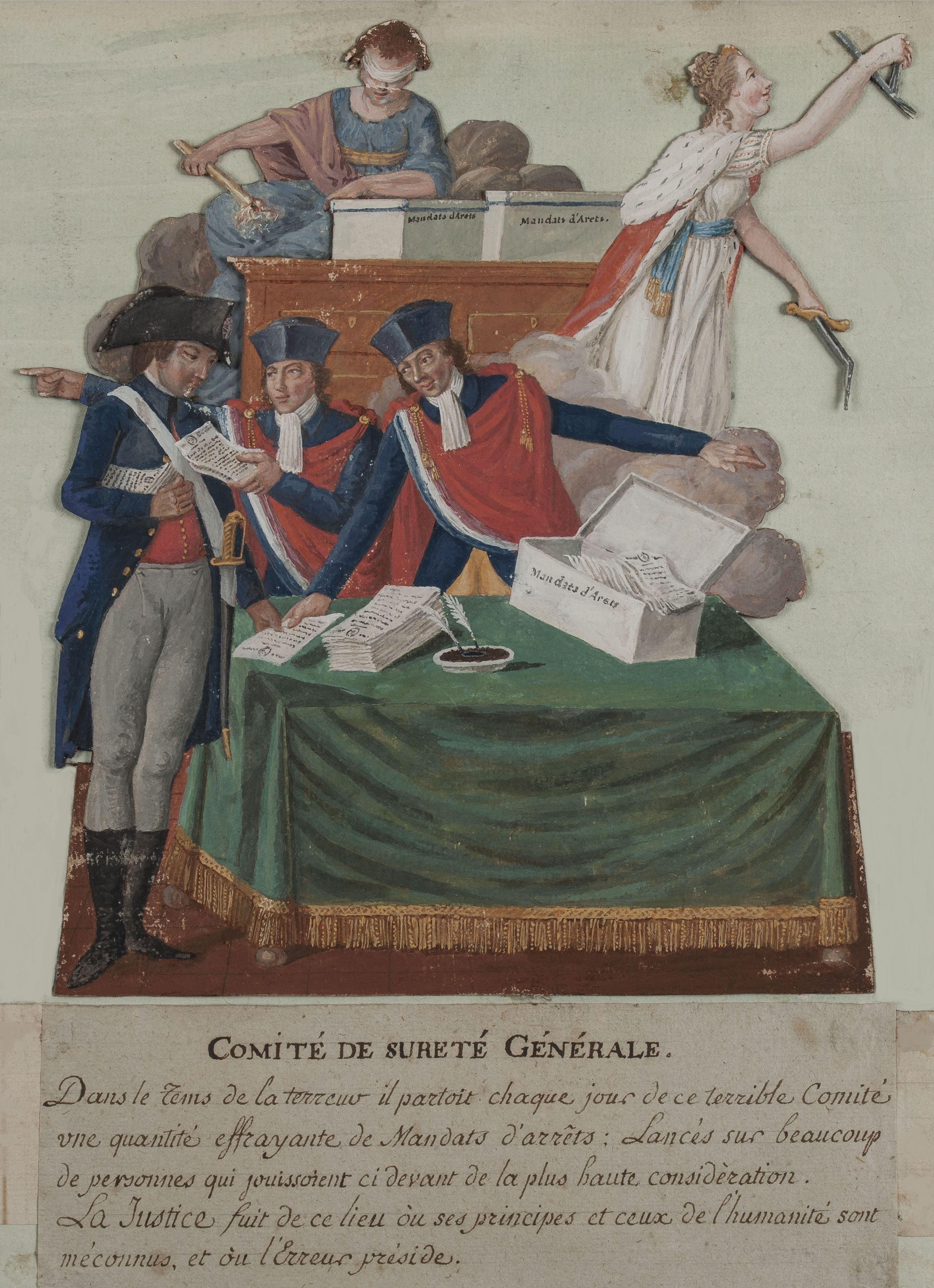
Comité de sûreté générale, gouache de Lesueur, 1793-1794, musée Carnavalet.

Dans un « contexte de guerre civile et extérieure », la Convention nationale, le 2 octobre 1792, remplace par décret, l'ancien « Comité de surveillance » par le « Comité de sûreté générale et de surveillance ». Le texte précise que ce Comité est composé de 30 membres et 15 suppléants. La liste des élus est proclamée le 17 octobre : membres : « Fauchet, Basire, Gorsas, Goupilleau (de Montaigu), Grégoire, Lecointe-Puyraveau, Gossuin, Maribon-Montaut, Rovère, Delaunay aîné (d'Angers), Ruamps, Chénier, Kervelégan, Couppé, Bréard, Ingrand, Saladin, Musset, Bordas, Alquier, Brival, Hérault, Duquesnoy, Leyris, Audouin, Laurens (de Marseille), Niou, Chabot, Lavicomterie, et Salle ; suppléants : Manuel, Vardon, Grangeneuve, Cavaignac, Cochon, Duprat, Paganel, Moyse Bayle, Pons (de Verdun), Thuriot, Azema, Bernard (de Saintes), Tallien, Bonnier, et Drouet ».
Neuf de ces membres élus refusent leur nomination : Gorsas, Grégoire, Gossuin, Chénier, Bréard, Saladin, Alquier, Niou et Salle. Ils sont remplacés par autant de suppléants, choisis par rapport au nombre de voix obtenu au vote : Manuel, Vardon, Grangeneuve, Cavaignac, Duprat, Bernard (de Saintes), Tallien, Bonnier et Drouet. Le Comité élit ensuite parmi ses membres : Hérault, président ; Basire, vice-président ; Delaunay aîné, secrétaire ; et Musset, secrétaire. Sur les trente membres du Comité, quinze avaient déjà été membres du Comité de surveillance et les Girondins y sont minoritaires.
Le Comité conserve les pouvoirs acquis à la fin de la précédente législature mais maintenant « il les possède en droit comme en fait ». Sa mission première et globale est « de veiller à la sûreté générale de l'État » ce qui l'autorise à s'intéresser à chaque citoyen de la République, dans l'ensemble de son territoire. Par ailleurs, en fonction des évènements du moment il est plus particulièrement chargé : 1- Concernant Paris, d'exercer une surveillance des possibles ennemis de la chose publique et, s'ils sont arrêtés, de les interroger pour démasquer les complots, les acteurs et leurs responsables ; 2- Concernant les assignats, rechercher et poursuivre partout les faux-monnayeurs ; 3- Concernant les dénonciations, arrêter les citoyens dénoncés comme agents de puissances étrangères et tous ceux qui troublent l'ordre public ; 4- Concernant la « Liste civile », surveiller les citoyens inscrits « dans la liste des hommes vendus au ci-devant roi ». Un autre décret, du même jour que celui de la création du Comité, l'autorise à recevoir, demander et avoir accès à toutes les pièces des dossiers des personnes arrêtées, depuis le 10 août, pour une raison en relation avec la Révolution sur l'ensemble du territoire de la République, afin d'en faire un rapport à la Convention nationale. Une copie de cette nouvelle attribution est envoyée, par la Convention nationale, aux 83 départements,.
Dans la pratique, le Comité est appelé simplement « Comité de sûreté générale ».
Dès leur élection, les membres du Comité sont au travail et signent notamment les mandats d'arrêts, le plus souvent à plusieurs. Dès le 25 octobre la Convention se préoccupe de la rotation des membres du Comité et précise par décret que le renouvellement doit se faire, par moitié, deux mois après leur installation. Le 25 octobre, un nouveau décret donne trois jours au Comité pour lister par tirage au sort les sortants et les restants. Mais les listes tardent à sortir car le 28 décembre elles ne sont toujours pas distribuées.

### Évolutions de janvier à septembre 1793
Durant cette période, il y a de nombreuses modifications, du nombre de ses membres et des députés de la Convention nationale qui y sont attachés, du fait qu'il est un « instrument de la lutte entre Girondins et Montagnards ». Par ailleurs, « le fonctionnement du Comité demeure quasi inconnu » notamment du fait qu'il n'y a pas eu de règlement précis de son fonctionnement interne comme cela sera le cas à partir du mois de septembre 1793.

#### Les élections de janvier
Les élections, ou réélections, des nouveaux membres ont lieu dans les premiers jours du mois de janvier 1793, cela concerne l'ensemble des Comités de la Convention nationale. Le résultat est proclamé le 9 janvier 1793 : les quinze membres élus : « Chambon (de la Corrèze), Lauze-Deperret (sortant réélu), Palasne-Champeaux, Jary, Lemaréchal, Gomaire, Dupont (des Hautes-Pyrénées), Ruault, Rebecquy, Gorsas (qui n'avait pas accepté son élection le 17 octobre), Zangiacomi, Bordas (sortant réélu), Estadens, Jouenne-Lonchamp » ; les quinze suppléants : « Birotteau, Génissieu, Fauchet (titulaire sortant), Audoin (titulaire sortant), Delaunay aîné (titulaire sortant), Bertrand, Michaud, Villers, Durand-Maillane, Blutel, Kervélégan (titulaire sortant), Delahaye, Ingrand (titulaire sortant), Dartigoeyte, Lecointe-Puyraveau (titulaire sortant) ». Dupont est élu président, Vardon et Gorsas sont secrétaires. La nouvelle composition du Comité permet aux Girondins de devenir majoritaires, seuls deux membres, Bordas et Jouenne-Longchamp, ne sont pas du parti de la Gironde. À la Convention, lors de la proclamation des résultats, Marat s'offusque à haute voix « C'est Roland qui a fait la liste ».

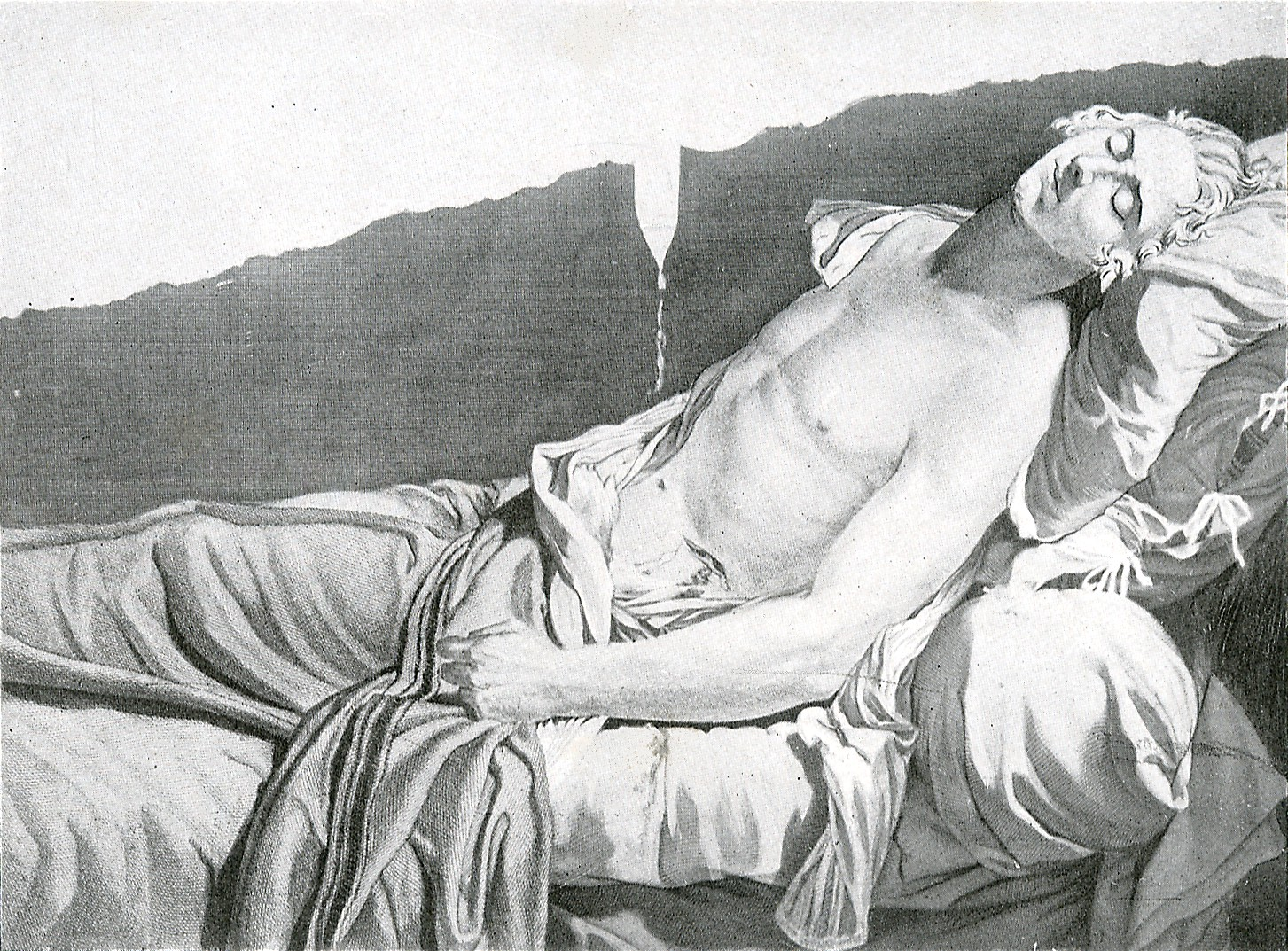
Les derniers moments de Michel Lepeletier, d'après David.
Gravé par Desvoge.

Le 20 janvier le meurtre de Lepeletier suscite une grande émotion, notamment chez les députés de la Montagne. Le lendemain 21 janvier, le député Bentabole demande un renouvellement immédiat des membres du Comité, un autre, Legendre, s'exclame « il n'a plus la confiance du peuple », d'autres, notamment Robespierre et Fabre d'Églantine, appuient ces avis par des interventions remarquées. La Convention impose le renouvellement immédiat des membres du Comité en limitant leur nombre à douze titulaires et six suppléants. Le vote a lieu dans la soirée, avec un appel nominal des 294 députés présents. Le résultat est proclamé le lendemain : membres titulaires : Basire (élu du 17 octobre), Lamarque, Chabot (sortant réélu), Ruamps (élu du 17 octobre), Maribon-Montaut (sortant réélu), Tallien (élu du 17 octobre), Legendre (de Paris), Bernard (de Sainte - sortant réélu), Rover (élu du 17 octobre), Ingrand (suppléant sortant réélu), Jean De Bry, Duhem ; membres suppléants : Alba-Lasource, Grangeneuve (membre sortant réélu), Quinette, Drouet (sortant réélu), Bréard, Kervélégan (suppléant sortant réélu).
La plupart des élus, titulaires et suppléants, du 9 janvier ne sont pas réélus, les seuls à être encore présents sont Ingrand (titulaire), Grangeneuve et Kervélégan (suppléants). Les Montagnards s'imposent aux dépens des Girondins qui ne disposent d'aucun titulaire et de seulement trois suppléants. Une défection a lieu, celle de Jean De Bry, sans doute démissionnaire, qui est remplacé par Lasource, qui était élu suppléant.
Ce même jour a eu lieu, à 10 h 22, l'exécution de Louis Capet, l'ex roi Louis XVI, sur la place de la Révolution (place de la Concorde).
À la tribune de la Convention, le 28, les Girondins réagissent, à l'élection du Comité : Buzot demande son annulation « Vous devez, rapporter ce décret funeste, qui a été rendu dans une malheureuse circonstance dont on a bien su profiter, et qui a été exécuté dans une séance du soir où il ne se trouvait presque personne ». L'assemblée ignore sa demande et s'intéresse à l'ordre du jour.

#### Mouvements et événements de février à avril

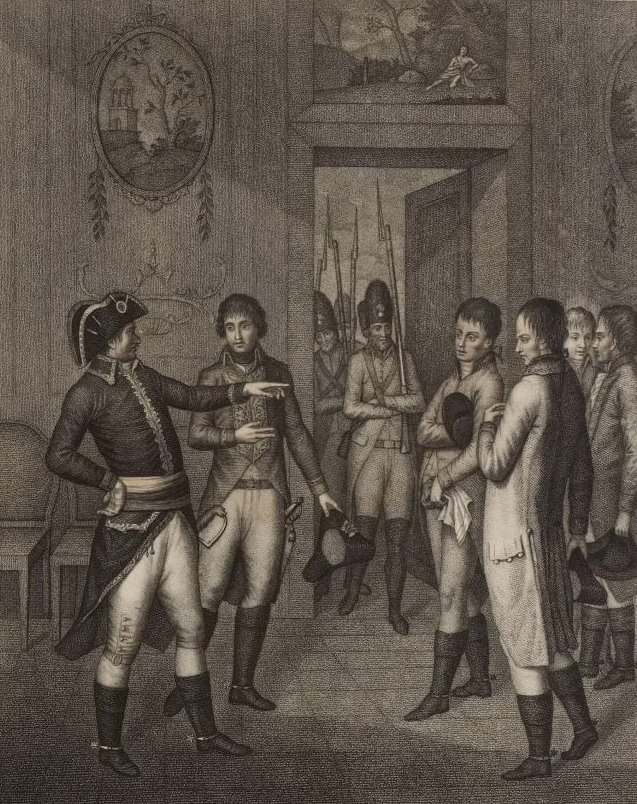
Arrestation de Lamarque et Camus par Dumouriez.
D'après Gabriel, par Aliprandi.

Plusieurs membres vont être absents du siège du fait que la Convention les envoie en missions, par décret, pour des durées plus ou moins longues : le 25 février : Basire, Legendre et Rovère, à Lyon ; le 9 mars : Chabot, dans l'Aveyron et le Tarn, Tallien en Indre-et-Loire et en Loir-et-Cher, et Bernard (de Saintes) dans la Charente et la Charente-Inférieure. À la suite d'une remarque de Garnier (de Saintes), le 25 mars, la Convention demande à son bureau de lui donner six noms pour immédiatement combler les manques. Par ailleurs cette décision provoque de fait la déchéance des suppléants qui ne sont pas appelés. Les membres titulaires sont donc : Basire (en mission), Lamarque, Chabot (en mission), Ruamps, Maribon-Montaut, Tallien (en mission), Legendre (en mission), Bernard (en mission), Rovère (en mission), Ingrand, Duhem, Lasource, et les six nouveaux élus : Osselin, Alquier (réélu), Maure, Camus, Garnier (de Saintes), Lecointe-Puyraveau (réélu), et Méaulle,.
Le 11 mars, les députés Girondins, se méfiant de ce Comité où règnent les Montagnards, obtiennent la création d'une commission exceptionnelle, composée de six membres, dont l'objet est de récupérer la présentation des rapports sur les justiciables qui doivent être traduits au nouveau Tribunal criminel extraordinaire. Cette commission est supprimée le 2 avril et ses attributions sont transférées au Comité de sûreté générale.
Le 30 mars, nouveaux départs en missions, Lamarque et Camus sont désignés pour faire partie de la délégation, avec les députés Quinette et Bancal, et Beurnonville, le ministre de la guerre, qui doit rejoindre Dumouriez pour le suspendre et le ramener s'expliquer devant la Convention. Dumouriez, sur ses gardes, les fait arrêter par ses soldats et les livre aux Autrichiens ; le 4 avril Duhem doit rejoindre les armées du Nord. C'est le Comité qui demande à la Convention, le 9 avril, d'augmenter de quatre le nombre de ses membres titulaires et de remplacer Ruamps et Montaut qui ont quitté le Comité pour rejoindre une commission. La Convention nomme Cavaignac, Brival, Lanot, Leyris et Drouet.
Les envois en missions se poursuivent notamment auprès des armées : le 30 avril Garnier de Saintes, rejoint l'armée des côtes de La Rochelle.

#### Déménagement du siège début mai

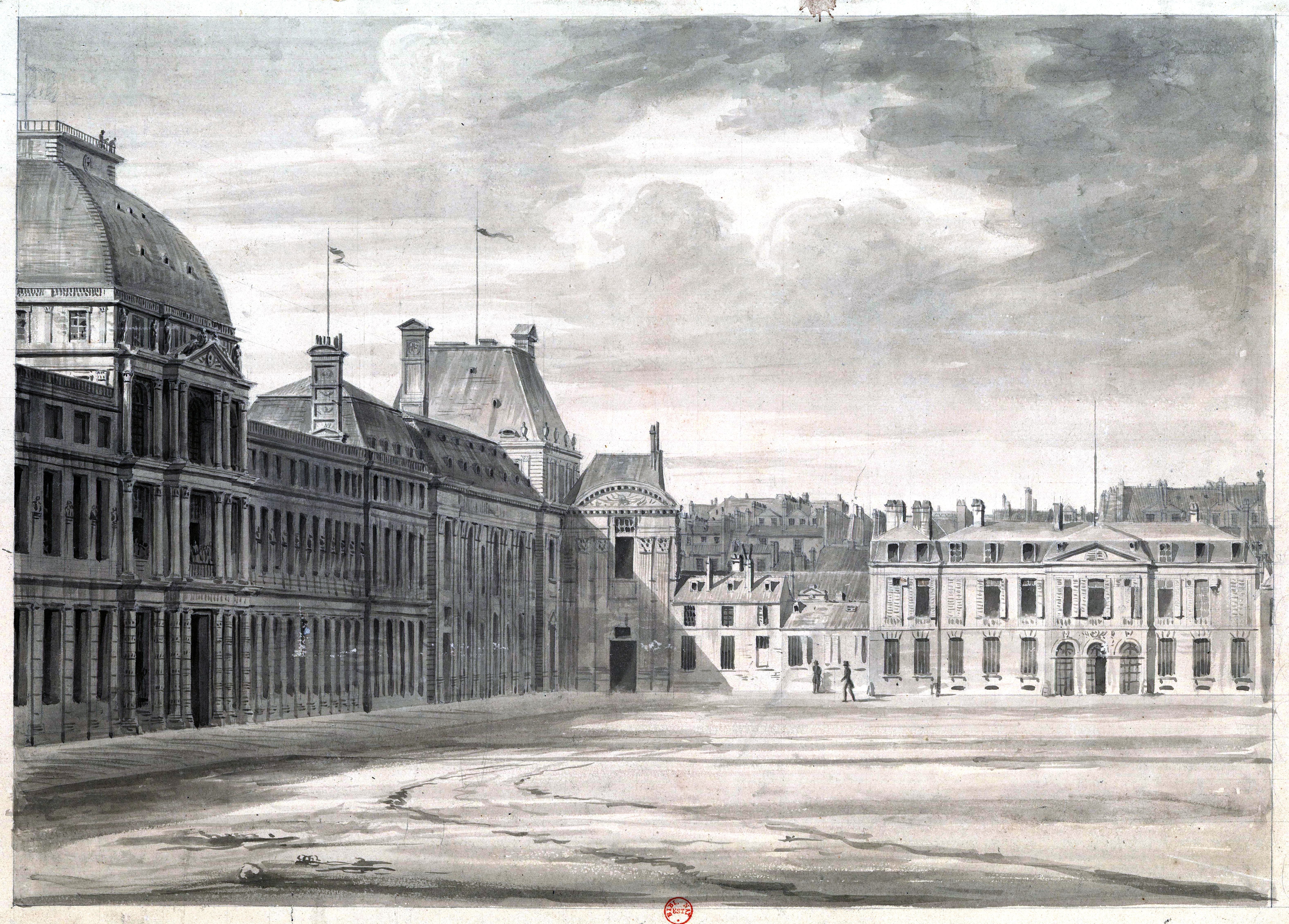
La façade de l'hôtel de Brionne (au fond à droite), à côté des Tuileries

Au cours de la première semaine du mois de mai, le Comité quitte ses bureaux de l'ancien couvent des Feuillants pour l'hôtel de Brionne, afin de rester proche de la Convention nationale qui, après avoir siégé dans la salle du Manège, se transporte à la salle des Machines du Palais des Tuileries. Son nouveau siège est situé dans les appartements, où il cohabite alors avec d'autres comités de la Convention.

#### Mouvements et événements de mai à août

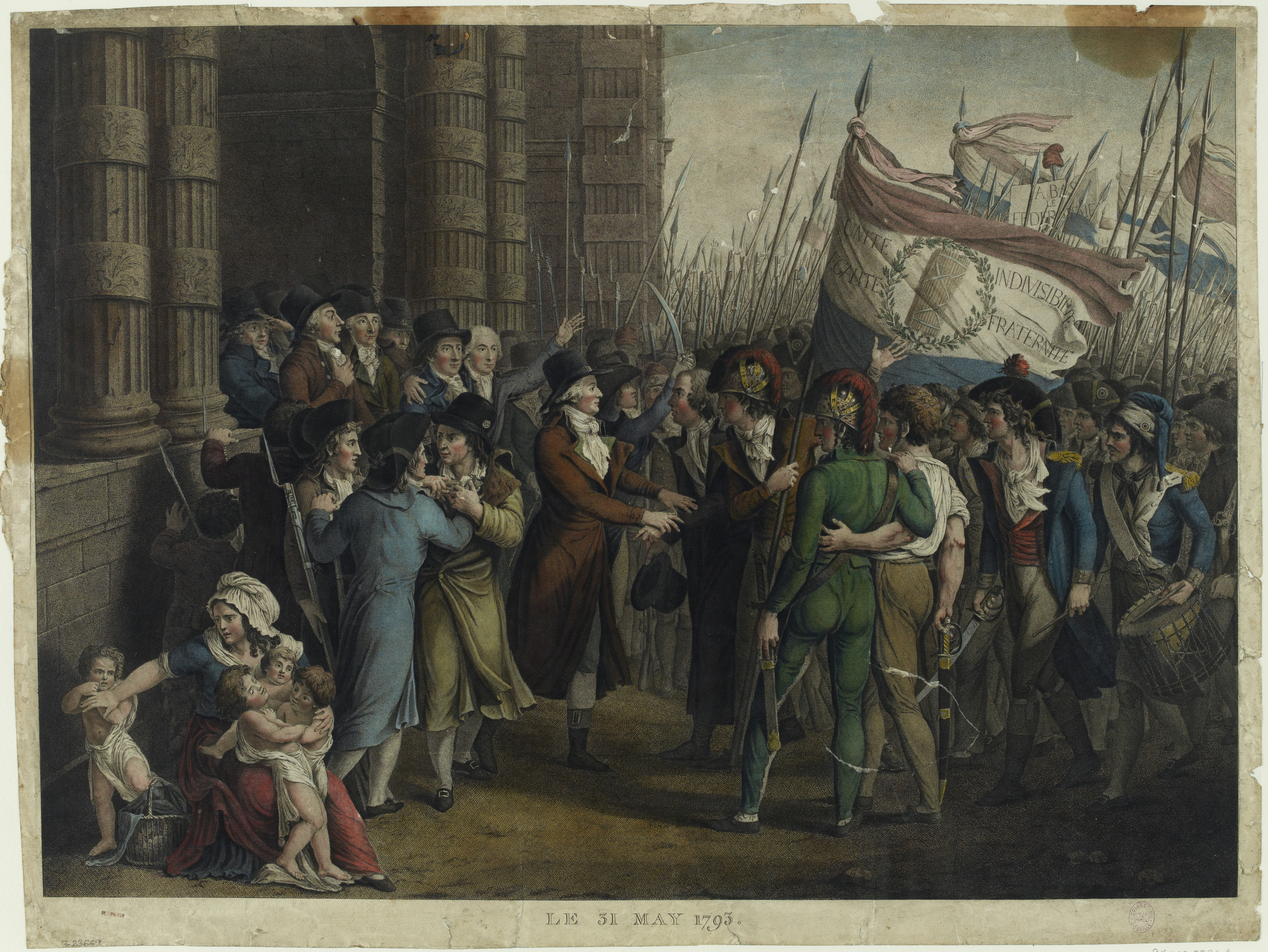
La Convention cernée par la Garde nationale et les sections parisiennes le 31 mai. Par Tassaert.

Début mai les mouvements continuent : le 10 mai, Lecointe-Puyraveau rejoint également l'armée des côtes de La Rochelle et Cavaignac, l'armée des côtes de Brest. Au siège, Pinet signe des mandats, alors que Lasource ne semble plus être présent, sans doute démissionnaire. Sur les membres envoyés en mission, six ne sont plus considérés comme appartenant au Comité : Duhem, Ruamps, Maribon-Montaut, Garnier (de Saintes), Lecointe-Puyraveau et Cavaignac et d'autres restent membres car ils sont revenus, ou il est prévu qu'ils reviennent : Basire, Rovère, Legendre, Chabot et Tallien. De ce fait, après les journées du 31 mai et du 2 juin, le Comité dispose de seize membres titulaires : Basire, Chabot, Tallien, Legendre (de Paris), Bernard (de Sainte) en mission, Rovère, Ingrand, Osselin, Alquier, Maure, Méaulle, Drouet, Leyris, Brival, Lanot, et Pinet. C'est Alquier qui est le président.
Le 3 juin, la Convention nationale (devenue la « Convention montagnarde ») sur proposition du député Poultier, décrète le renouvellement et la mise au complet de l'ensemble de ses comités. Le choix des membres restants se fait par tirage au sort, puis a lieu une élection, pour remplacer les sortants et les absents et ajouter des suppléants. Au 16 juin, date de proclamation des résultats, le Comité est composé de neuf anciens membres : Basire, Chabot, Rovère, Ingrand, Alquier, Maure, Drouet, Brival, Lanot et de neuf membres élus : Dumont (André), Legendre (sortant réélu), Méaulle (sortant réélu), Amar, Bassal, Guffroy, Laignelot, Lavicomterie, et Pinet (sortant réélu) ; neuf suppléants : Bernard (de Saintes), Rouzet, Pons (de Verdun), Peyre, Jean De Bry, Cavaignac, Vardon, Lacrampe, Delaunay ainé (d'Angers). De nouvelle missions sont décrétées : le 18 juin, Bassal, dans le Jura et les départements limitrophes ; le 20 juin, Méaulle, en mission auprès de l'armée du Nord, est remplacé par Julien de Toulouse qui signe les mandats à partir du 22 juin ; le 22 juin, Brival, à Tulle ; le 24 juin, Rovère et Basire (il revient en juillet), dans les Bouches-du-Rhône. Le 10 août le Comité dispose de seize membres présents : Basire, Chabot, Ingrand, Alquier, Maure, Drouet, Lanot, Dumont (André), Legendre (de Paris), Amar, Guffroy, Laignelot, Lavicomterie, Pinet, Julien (de Toulouse) et Osselin.
Lors de la séance de la Convention du 13 août, le député Roux-Fazillac s'inquiète du trop petit nombre de membres présent au Comité et demande de lui ajouter six nouveaux titulaires « dans ce moment où les ennemis du bien public lèvent la tête avec plus d'insolence que jamais, il faut que la Convention redouble de surveillance ». Puis le député Bréard propose que cette liste soit présentée par le Comité. La Convention approuve les noms présents sur la liste : Dartigoeyte, Michaud (du Doubs), Bernard (de Saintes), Jay (de Sainte-Foy), Dupuy (de Rhône-et-Loire), et Bayle (Moyse). Le Comité dispose alors de vingt-deux membres présents. Mais de nouvelles missions vont rapidement faire partir six de ses membres : le 15 août, Legendre, en Seine-Inférieure ; le 17 août, Alquier et Bernard (de Saintes) au Jura et dans les départements limitrophes ; le 23 août, Ingrand dans les départements de l'Indre et de la Creuse, Pinet, dans ceux de la Gironde et de la Dordogne, et Dartigoeyte, dans ceux du Gers et des Landes.

#### Élection du 10 septembre

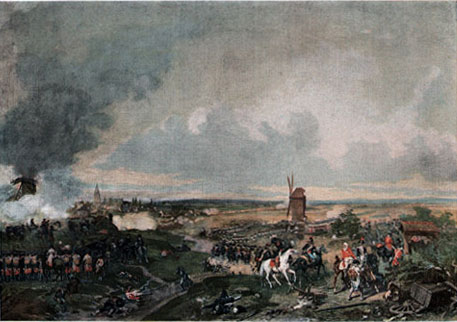
Bataille de Hondschoote.
Par Boussod et Valadon.

Les sections parisiennes demandent à la Convention nationale de mettre « la terreur à l'ordre du jour » dans sa séance du 5 septembre. Quatre jours plus tard, le procès-verbal de la séance du 9 septembre transcrit : « Drouet représente à la Convention que, dans les circonstances où l'on se trouve, elle doit porter un œil attentif sur ses comités, qui préparent ses décrets et peuvent influer sur leur sagesse. Plusieurs sont dans l'inaction, dit-il, soit à cause de leur désorganisation, soit à cause de la moralité de leurs membres. De ce nombre est le Comité de sûreté générale. Il demande qu'il soit réorganisé, et que de dix-huit membres qui le composent il soit réduit à neuf » puis « J'appuie cette motion dit Maure ; le Comité de sûreté générale est trop vieux, il est sans cesse environné de corruption : il faut l'en défendre. Il faut en faire sortir ceux qui, depuis longtemps, servent si bien la chose publique, afin qu'ils demeurent sans tache. Je demande qu'il soit entièrement renouvelé ». Les déclarations de ces deux députés « de base », que sont Drouet, maître de poste de Sainte-Menehould, et Maure, épicier d'Auxerre, visent leurs collègues Basire, Chabot, Julien de Toulouse, Osselin et leurs relations.
La proposition est acceptée par la Convention qui décrète l'élection qui est effectuée le 10 septembre, le résultat étant proclamé le lendemain : membres : Panis, Lavicomterie (sortant réélu), Guffroy (sortant réélu), Chabot (sortant réélu), Alquier (sortant réélu), Lejeune (de l'Indre), Basire (sortant réélu), Garnier (de Saintes) (réélu), Julien de Toulouse (sortant réélu) ; suppléants : Moyse Bayle (titulaire sortant), Le Bon, Drouet (titulaire sortant), Le Bas, Gaston. La réélection de ceux qui étaient décriés par Drouet et Maure et la mise à l'écart des « candidats patriotes » dérange les quelques députés Montagnards conscients du problème de corruption,.

### Prémices du Comité de l'an II

#### Élection du 14 septembre 1793

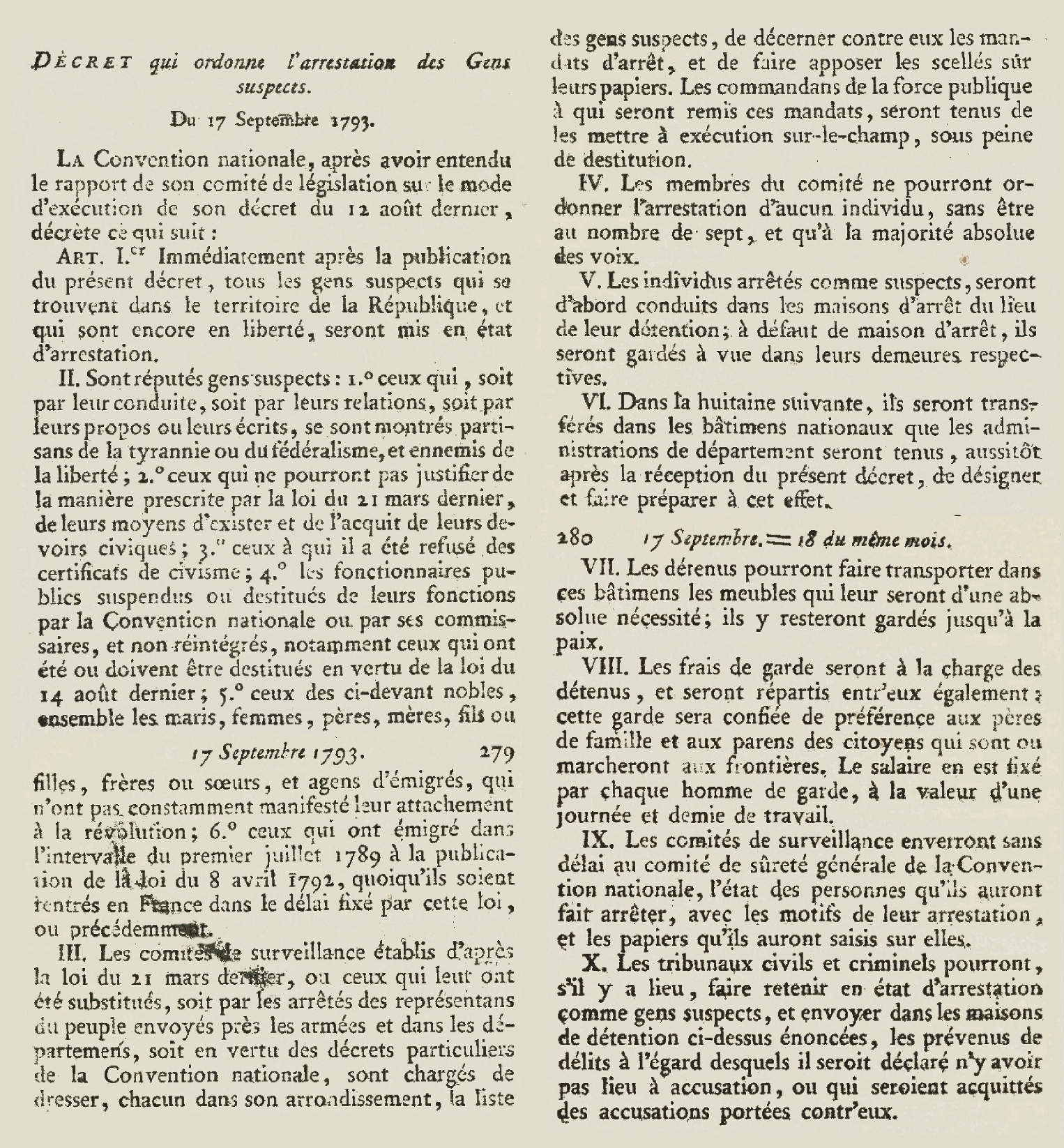
Le décret du 17 septembre qui ordonne l'arrestation des suspects.

Le 13 septembre, à la suite d'une intervention de Danton dénonçant le Comité de l'examen des marchés et demandant sa destitution, un Montagnard reprend sa proposition et invite la Convention à l'étendre à l'ensemble de ses Comités « et que celui de salut public, excepté, fasse un tableau de la présentation des nouveaux candidats ». La proposition est acceptée et la Convention décrète : « que tous les comités, à l'exception de celui du salut public, seront renouvelés ; (elle) charge son Comité de salut public de lui présenter une liste de candidats pour chacun d'eux ». Le 14 septembre un député demande que cette mesure soit appliquée immédiatement au Comité de sûreté générale. La Convention accepte cette proposition et le Comité de salut public présente, dans la même séance, une liste de douze noms qui est acceptée. Cette liste ne comporte pas de suppléant les élus sont tous membres titulaires : Vadier, Panis, Le Bas, Boucher Saint-Sauveur, David, Guffroy, Lavicomterie, Amar, Rühl, Le Bon, Voulland, et Moyse Bayle,.
Le 17 septembre, la Convention, sur proposition du Comité de législation, décrète ce que l'on appellera plus tard la « loi des suspects ». Ce texte renforce le pouvoir du Comité qui devient un point central, avec l'obligation faite aux Comité de surveillance révolutionnaire, présents dans l'ensemble des communes, de lui faire régulièrement remonter les dossiers sur les personnes arrêtées.

#### Organisation du 17 septembre 1793
Ce même 17 septembre, les membres du Comité s'attellent à mettre en forme l'organisation prévue par le règlement intérieur adopté précédemment à l'unanimité. En premier lieu est fait le choix des membres à chacune des trois sections prévues : première section, des interrogatoires : Amar, Panis, Boucher Saint-Sauveur, David, et Lavicomterie ; deuxième section, de correspondance : Guffroy, Bayle et Rühl ; troisième section, des rapports : Voulhand, Le Bon, Le Bas et Vadier.
Ensuite ils forment les bureaux attachés aux sections, se pose alors le problème de savoir quelle position prendre vis-à-vis du personnel du siège. Les avis sont partagés, certains estimant qu'il serait de « saine politique » de le renouveler totalement. Mais finalement c'est une position moyenne qui est adoptée, c'est-à-dire que chaque poste est examiné et que les personnes non adaptées sont immédiatement prévenues et remplacées. Pour les secrétaires commis il faut des « patriotes reconnus, et pères de famille autant que possible ». Six sont attachés à la section des interrogatoires, neuf à celle des correspondances et deux à celle des rapports. Il est précisé que les secrétaires commis ne doivent s'occuper que de leur section sauf réquisition précise.
Pour les garçons de bureau, « ils doivent être des gens actifs, prudents, sévères et pratriotes, qui, étant dépositaires de tous les papiers qui assurent la tranquillité publique, ne sauraient être choisis avec trop de soin ». Il y a trois postes, mais les titulaires ne font pas l'affaire, ils seront remerciés ou déplacés dans un Comité où la responsabilité est moins grande, donc ils doivent rendre leurs médailles (qui sert à identifier les personnes présentes au siège). Le Comité choisit de les remplacer par « trois hommes de confiance pour faire les fonctions de concierge ou garçon de bureau. Lesquels seront chargés de délivrer des billets d'entrée à ceux qui auront besoin de parler aux membres du Comité ». Le Comité choisit deux candidats, Jean Miscet et Pierre Carbilliet, comme concierges : ils sont responsables du « dépôt sacré » en l'absence des membres du Comité et ils doivent prêter serment au président « d'être fidèles gardiens des papiers du Comité, de n'y laisser approcher personne en l'absence des employés ou des membres du Comité, de maintenir l'unité et l'indivisibilité de la République, et de mourir en la défendant ». Le procès-verbal de l'arrêté de ces décisions est signé par Boucher, Vadier, Guffroy, J. Le Bon, Voulland, Le Bas et David.
Rühl est parti en mission le 16 septembre et n'a pas été remplacé. Le Comité demande à la Convention, le 22 septembre, qu'il lui soit ajouté quatre membres titulaires. Barbeau-Dubarran, Laloy, Jagot et Louis (du Bas-Rhin)

### Comité de sûreté générale de l'an II

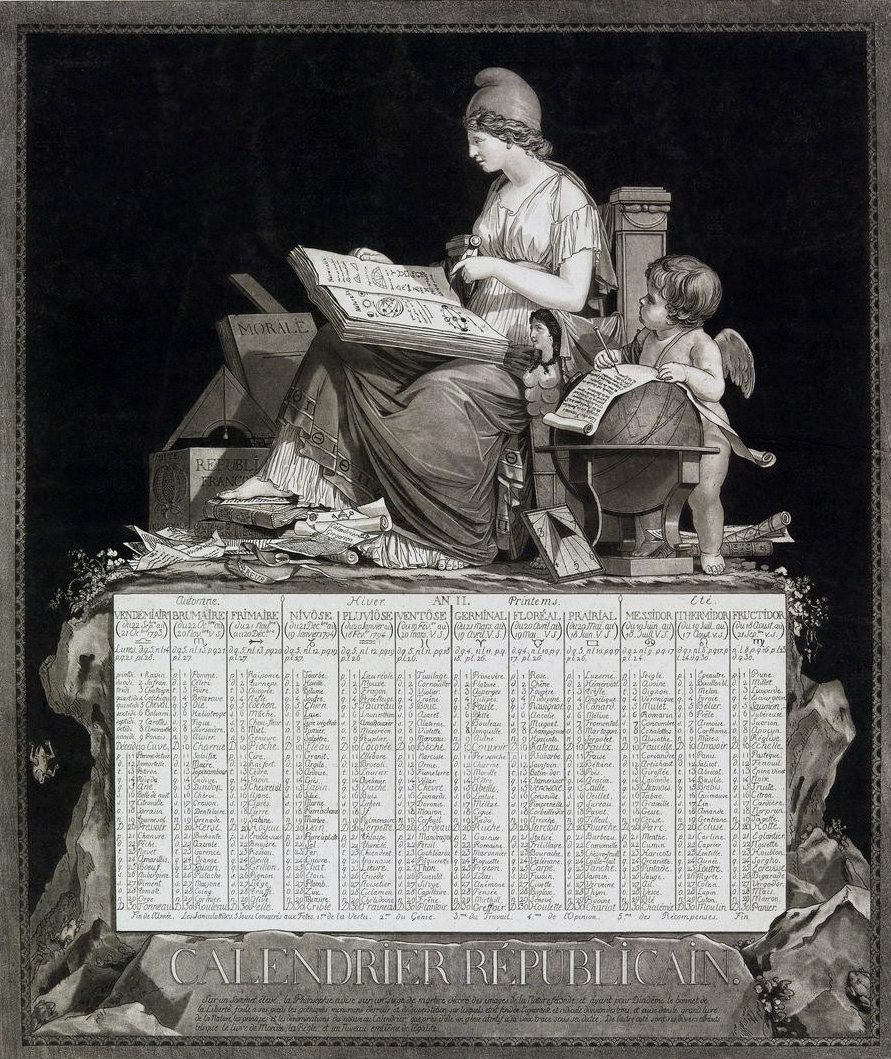
Calendrier républicain, an II.
Par Debucourt.

Le calendrier républicain est mis en application par le décret, de la Convention nationale, du 14 vendémiaire an II (5 octobre 1793).

#### Organisation du 19 octobre 1793
Le 28 vendémiaire an II (19 octobre 1793), le Comité change son organisation avec un nouveau règlement.
En novembre 1793, l'organisation du Comité était la suivante : La France était divisée en quatre régions, le département de Paris étant à lui-seul une région. Chaque région était suivie par trois membres du Comité et une dizaine d'employés. Un bureau central de seize employés était chargé de recevoir et de distribuer le courrier reçu. Il y avait un secrétariat général de sept employés, un bureau d'exécution avec deux chefs de service et dix-huit employés, plus vingt agents chargés de missions spéciales. Au total environ cent trente employés.

#### Évolutions

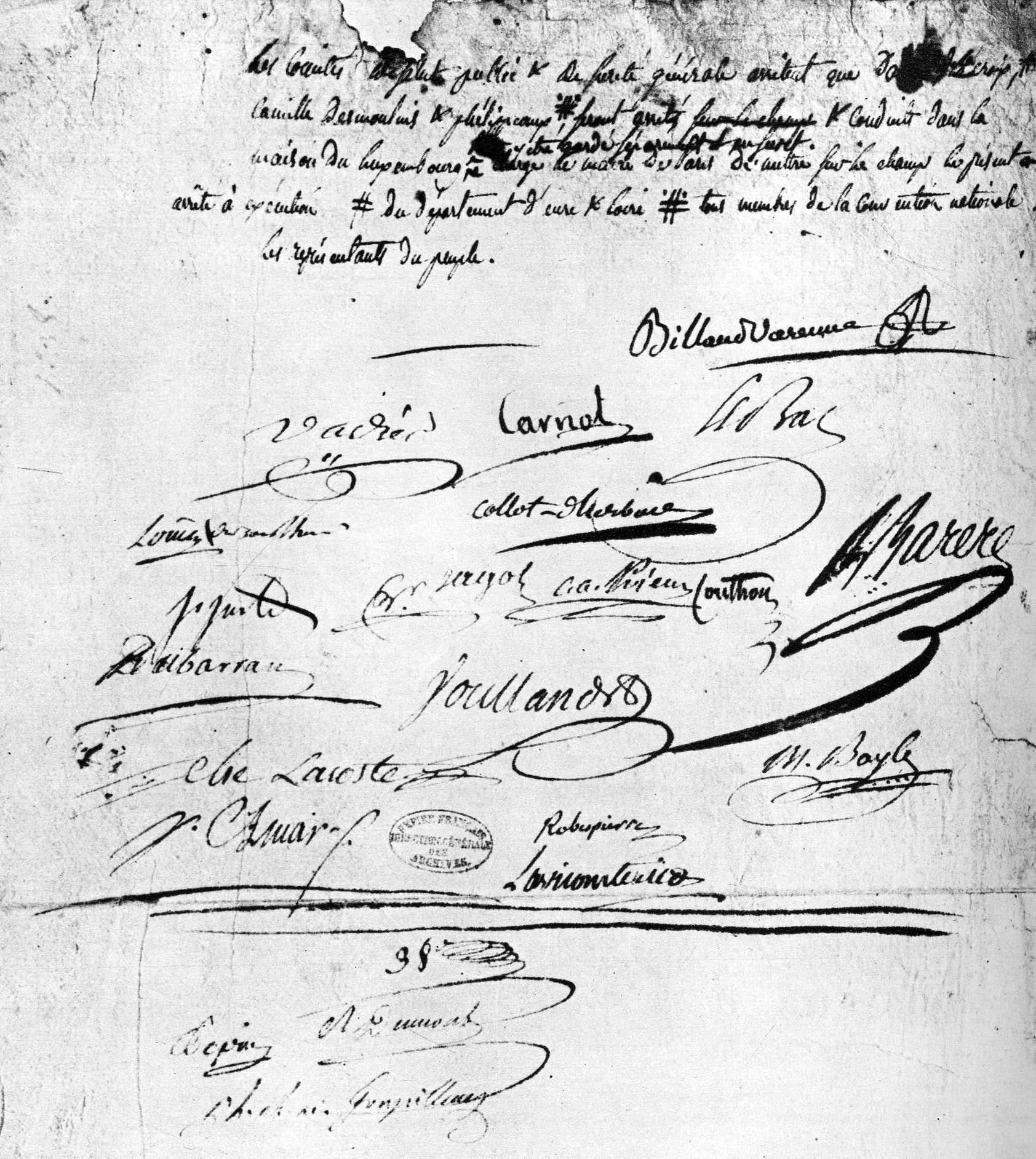
Mandat d'arrêt de Danton et de ses amis par le Comité de salut public et le Comité de sûreté générale le 30 mars 1794. Archives Nationales, Paris.
On relève les signatures de Vadier, Amar, Voulland, Le Bas, Lacoste, etc. Rühl fut le seul membre du Comité de sûreté générale à refuser de signer.

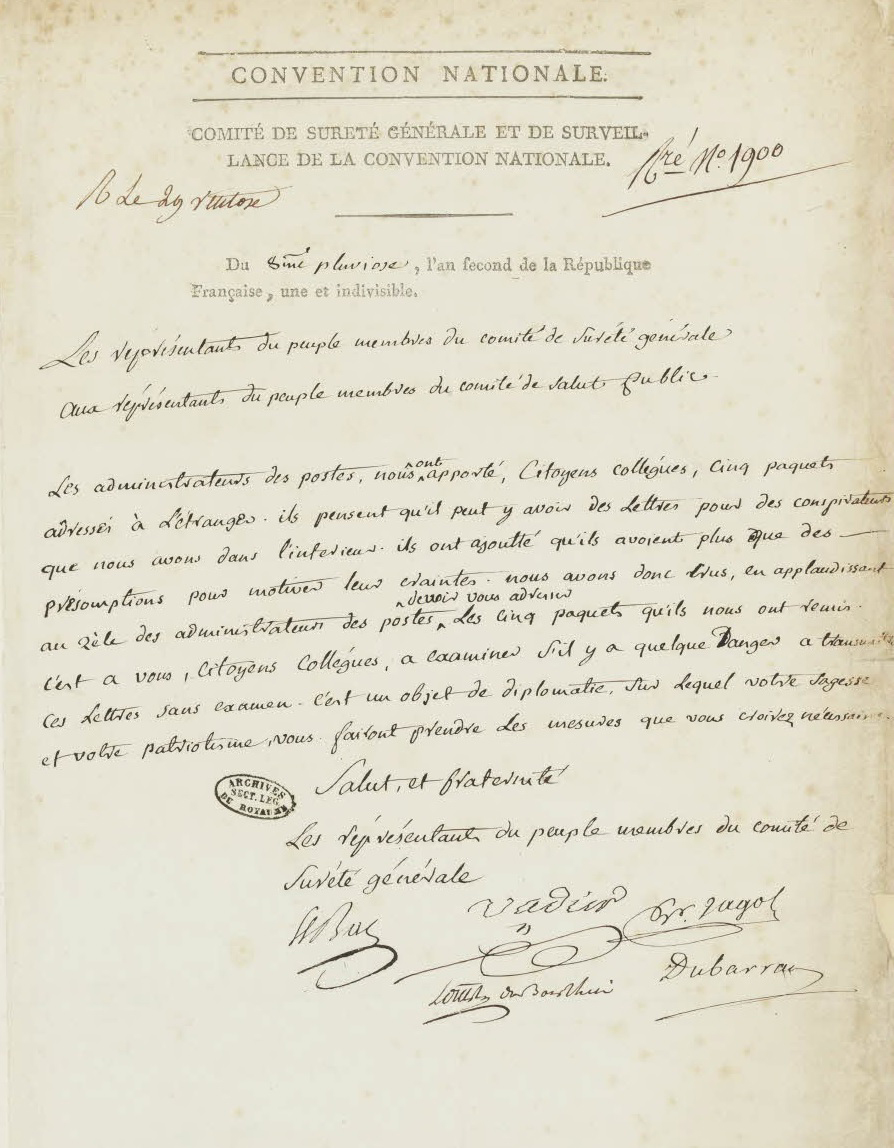
Lettre autographe adressée par le Comité de sûreté générale au Comité de salut public, signalant la présence suspecte de « cinq paquets de lettres adressées à l’étranger », 27 janvier 1794. Archives nationales (France).

Le chiffre des arrestations opérées par ordre du Comité de sûreté générale est difficile à connaître avec précision. Se chiffre-t-il par milliers ou par dizaine de milliers ? Les 28 prisons de Paris renfermaient en juillet 1794 plus de 8 000 détenus.
À partir du printemps de l’an II, la plupart de ses membres entrent en conflit avec Robespierre. Déjà, ils ne lui pardonnent pas la liquidation des hébertistes avec qui ils sympathisaient. Et, presque tous athées, ils ne voient pas favorablement sa campagne pour l'Être sûprême. Ils ont été froissés de se voir dessaisis du rapport sur la réorganisation du tribunal révolutionnaire confié à Couthon (loi de Prairial). La création au sein du Comité de salut public d'un bureau de police générale dirigé par Robespierre, Couthon et Saint-Just aggrave encore le contentieux. Le comité de sûreté générale doit se dessaisir de tous les dossiers qui ont rapport aux nouvelles attributions du bureau de police générale. De là des discussions, des haines, des menaces qui amènent des membres du comité de sûreté générale, dont Vadier, Amar et leurs seconds Voulland et Jagot, à participer, avec d'autres groupes, au complot du 9 thermidor (27 juillet 1794).
Le 15 juin 1794, le président du Comité de sûreté générale Vadier présente à la Convention un rapport sur l'affaire Catherine Théot. L'objectif à travers cette affaire est de ridiculiser Robespierre et le culte de l'Être suprême. Ce dernier riposte en obligeant Fouquier-Tinville, l'accusateur public du Tribunal révolutionnaire à lui remettre le dossier, se soustrayant ainsi à la loi commune et donnant consistance aux accusations d'autoritarisme qui courent sur son compte.
Cette affaire va contribuer à aggraver les divisions et conduire à la séance orageuse du 28 juin au Comité de salut public où il se fait traiter de « dictateur ». Furieux, il quitte alors la réunion et cesse de paraître au Comité jusqu'au 22 juillet, son absence favorisant encore davantage ses adversaires.

### Dissolution du Comité de sûreté générale
Le Comité de sûreté générale est dissous lors de la fin de la Convention nationale le 4 brumaire an IV (26 octobre 1795),.
Le Directoire, confronté à la poursuite des troubles révolutionnaires promulgue par la loi du 2 janvier 1796 la création d'un Ministère de la Police générale.

## Membres
Le nombre de membres du Comité varia beaucoup. Il compta un maximum de 31 membres lors de son organisation le 2 octobre 1792 et un minimum de 9 membres en septembre 1793. D'octobre 1793 à Thermidor an II (août 1794), il était composé de 15 membres, à savoir :
- Jean Pierre André Amar
- Joseph-Nicolas Barbeau du Barran
- Moyse Bayle
- André-Antoine Bernard
- Jacques-Louis David
- Armand-Joseph Guffroy
- Grégoire Jagot
- Élie Lacoste
- Louis-Charles de Lavicomterie
- Philippe-François-Joseph Le Bas
- Joseph Le Bon
- Jean-Antoine Louis
- Philippe Rühl
- Marc-Guillaume-Alexis Vadier
- Jean-Henri Voulland

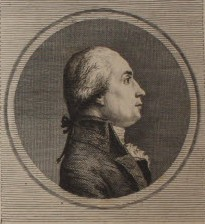
J.-H. Voulland
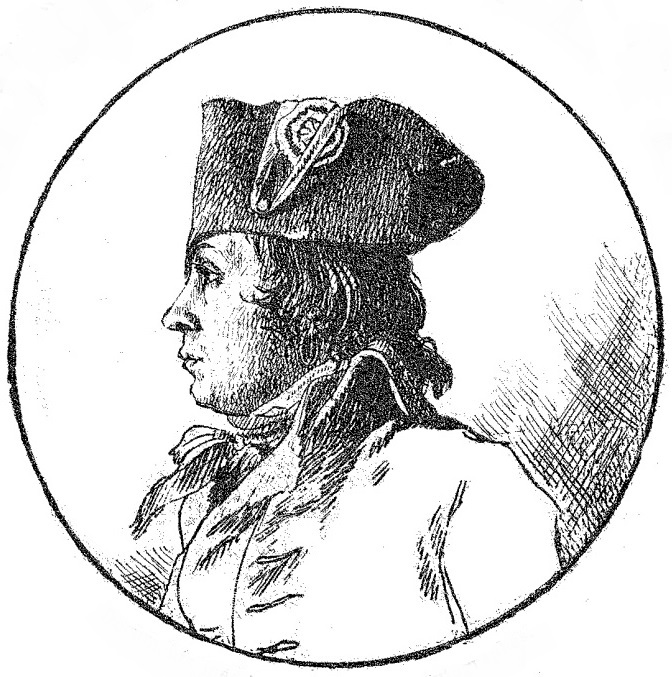
F.-J.Le Bas
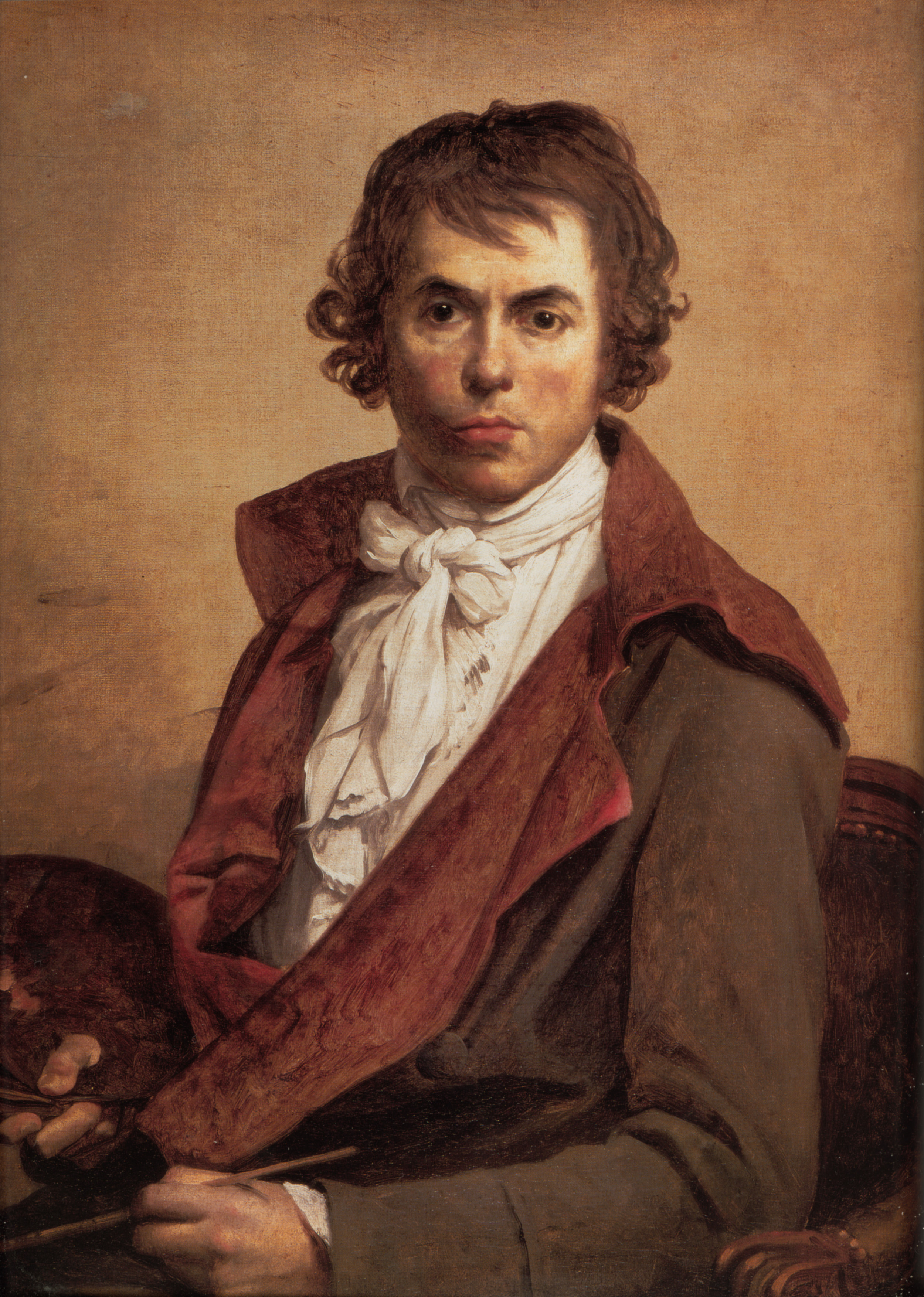
J.-L. David
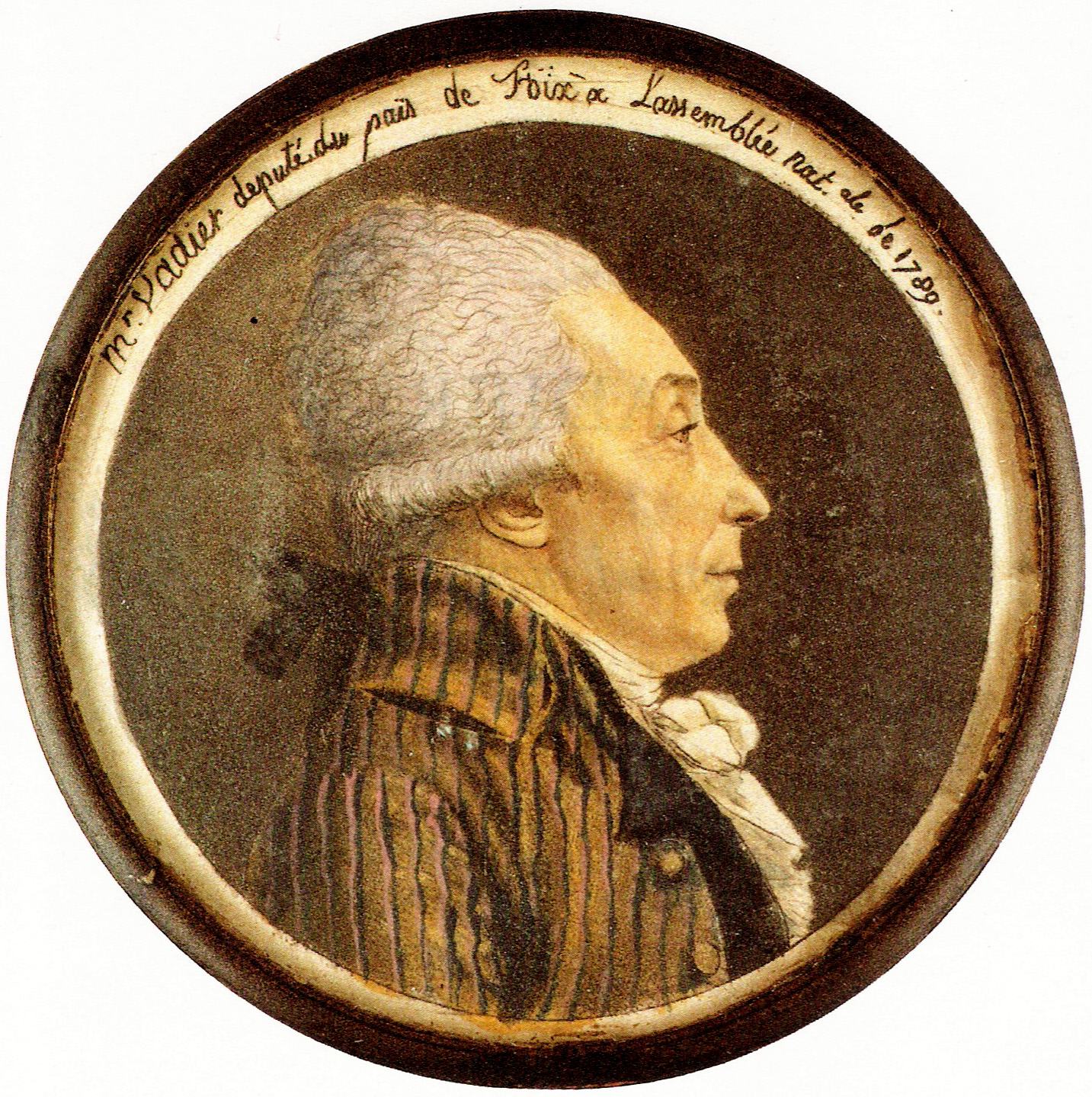
Vadier

En firent partie à une certaine époque :
- Jacques-Charles Bailleul
- Paul Barras[65]
- Claude Basire
- François Bergoeing
- Jean-Marie Calès
- François Chabot
- Pierre Colombel
- Fabre d'Églantine
- Henri Grégoire
- Antoine-François Hardy
- Jean-Baptiste Harmand
- Julien de Toulouse
- Pierre-Antoine Lalloy
- Etienne-Jean Panis
- Alexandre-Jean Ruault